# Patrycja Bereznowska
Patrycja Bereznowska est une athlète polonaise, née le 17 octobre 1975, adepte de la course d'ultrafond et championne d'Europe des 24 heures en 2018. Elle détient le record du monde féminin des 24 heures sur route entre 2017 et 2019, et le record du monde féminin des 48 heures depuis 2018.

## Biographie
Patrycja Bereznowska est championne d'Europe des 24 heures en 2018. Elle bat le record du monde féminin des 24 heures sur route en 2017 à Belfast avec 259,991 km et détient le record du monde féminin des 48 heures depuis 2018 avec 401 km,. Elle détient également le record féminin du Spartathlon depuis 2017 avec 24 h 48 min 18 s, ainsi que du Badwater 135 en 24 h 13 min 24 s établi en 2019.

## Records personnels
Statistiques de Patrycja Bereznowska d'après la Deutsche Ultramarathon-Vereinigung (DUV) :
- Marathon : 3 h 5 min 15 s au marathon de Varsovie en 2017[7]
- 50 km piste : 4 h 28 min 32 s aux 24 h de Hangzhou en 2017 (50 km split)
- 50 miles piste : 7 h 22 min 48 s aux 24 h de Hangzhou en 2017 (50 miles split)
- 100 km piste : 8 h 0 min 56 s aux 100 km de Deventer en 2015
- 100 miles piste : 15 h 36 min 31 s aux 24 h de Hangzhou en 2017 (100 miles split)
- 6 heures route : 68,916 km aux 6 h Prambachkirchner en Autriche en 2015
- 12 heures route : 140,323 km aux 12 h Rudzki Bieg en Pologne en 2018
- 24 heures route : 259,991 km aux championnats du monde des 24 h IAU à Belfast en 2017
- 48 heures route : 401,000 km aux 48 h du Festival International d'Ultramarathons d'Athènes en 2018